# Хронологија Априлског рата 9. април 1941.
9. април 1941. је био четврти дан Априлског рата, сукоба између сила Осовине и Краљевине Југославије у Другом светском рату.

## Ток операција

### Србија
На нишавском правцу, немачка 11. оклопна дивизија сломила је слабо организовану одбрану делова 2. коњичке, Топличке и Дринске дивизије на Плочи, заузела у 9 сати Ниш и наставила продор преко Алексинца на север, а мањим деловима према Прокупљу. На леву обалу Велике Мораве хитно су се повукли Калнски одред (код Алексинца), Тимочка (код Сталаћа) и Крајинска дивизија (код Параћина, Мајданпека и Жагубице).

### Македонија
Немачка 9. оклопна дивизија заузела је Урошевац, Призрен и Гостивар и продужила према Дебру и Кичеву, док је СС моторизована дивизија Адолф Хитлер заузела Битољ.

### Албански фронт
На фронту према Албанији, Зетска дивизија напредовала је према Скадру, Косовска дивизија је обуставила нападе због пада Призрена, а Комски одред задржао се на реци Дрим.

### Словенија
На северном фронту Немци су заузели Копривницу и проширили мостобране код Вировитице. Југословенске јединице (остаци 4. армије) повукли су се према Папуку, а 7. армија напустила је Птуј и повукла се према Карловцу.

### Војводина
Мање немачке оклопне јединице из састава 41. моторизованог корпуса ушле су у Банат код села Ватина, где су задржане отпором Банатског одреда.

## Југословенска влада
Због неповољног развоја ситуације Врховна команда је наредила:
- да преостали делови 5. и 6. армије организују одбрану на линији: планина Рудник-Аранђеловац-Младеновац-Гроцка-Београд,
- да се поруше мостови на Великој Морави, бране прелази код Свилајнца и Пожаревца и затвори Багрдански кланац.
- 1. и 2. армија да повуку све јединице, сем посадних трупа, из Бачке и Барање на десну обалу Дунава и Драве,
- 5. и 6. армија ојачане су по једном дивизијом.[1]